# 栗山郵便局
栗山郵便局（くりやまゆうびんきょく）
- 北海道夕張郡栗山町にある郵便局。本記事にて記述する。
- 栃木県日光市にある郵便局。局番号は07077。
- 兵庫県豊岡市にある郵便局。局番号は43218。

栗山郵便局（くりやまゆうびんきょく）は北海道夕張郡栗山町にある郵便局。民営化前の分類では集配普通郵便局であった。

## 概要
住所：〒069-1599 北海道夕張郡栗山町中央3-238
民営化直前の集配業務再編において、多くの集配普通郵便局は統括センターとなったが、当局は配達センターとされたため、民営化後も郵便事業株式会社の支店は併設されず、集配センターが併設された。

## 沿革
- 1898年（明治31年）8月1日 - 栗山郵便受取所として開設[1]。
- 1901年（明治34年）12月20日 - 栗山郵便局（三等）になる。貯金取扱を開始。
- 1949年（昭和24年）1月16日 - 特定郵便局から普通郵便局に局種別改定[2]。
- 1980年（昭和55年）7月23日 - 風景入通信日付印の使用を開始。
- 1996年（平成8年）8月26日 - 鳩山簡易郵便局の一時閉鎖[3]に伴い、取扱事務を承継[4]。
- 2000年（平成12年）8月14日 - 外国通貨の両替および旅行小切手の売買に関する業務取扱を開始。
- 2006年（平成18年）9月19日 - 継立郵便局から集配業務を移管[5]。
- 2007年（平成19年）10月1日 - 民営化に伴い、併設された郵便事業岩見沢支店栗山集配センターに一部業務を移管。
- 2012年（平成24年）10月1日 - 日本郵便株式会社の発足に伴い、郵便事業岩見沢支店栗山集配センターを栗山郵便局に統合。

## 取扱内容
- 郵便、印紙、ゆうパック、内容証明
- 貯金、為替、振替、振込、国債、投資信託
- 生命保険、バイク自賠責保険、自動車保険
- 宝くじの販売
- ゆうちょ銀行ATM
- 夕張郡栗山町内の集配業務

## 周辺
- 栗山町役場
- 栗山警察署
- 栗山町立栗山小学校
- ラッキー栗山店
- 国道234号
- 夕張川

## アクセス
- JR室蘭本線 栗山駅から東へ約500m（徒歩約6分）
- 栗山町営バス 中央2丁目停留所もしくは役場入口停留所下車
- 道央自動車道 岩見沢ICから南へ約15km、江別東ICから南東へ約20km
- 駐車場あり：7台